# Cruzada Vêndica

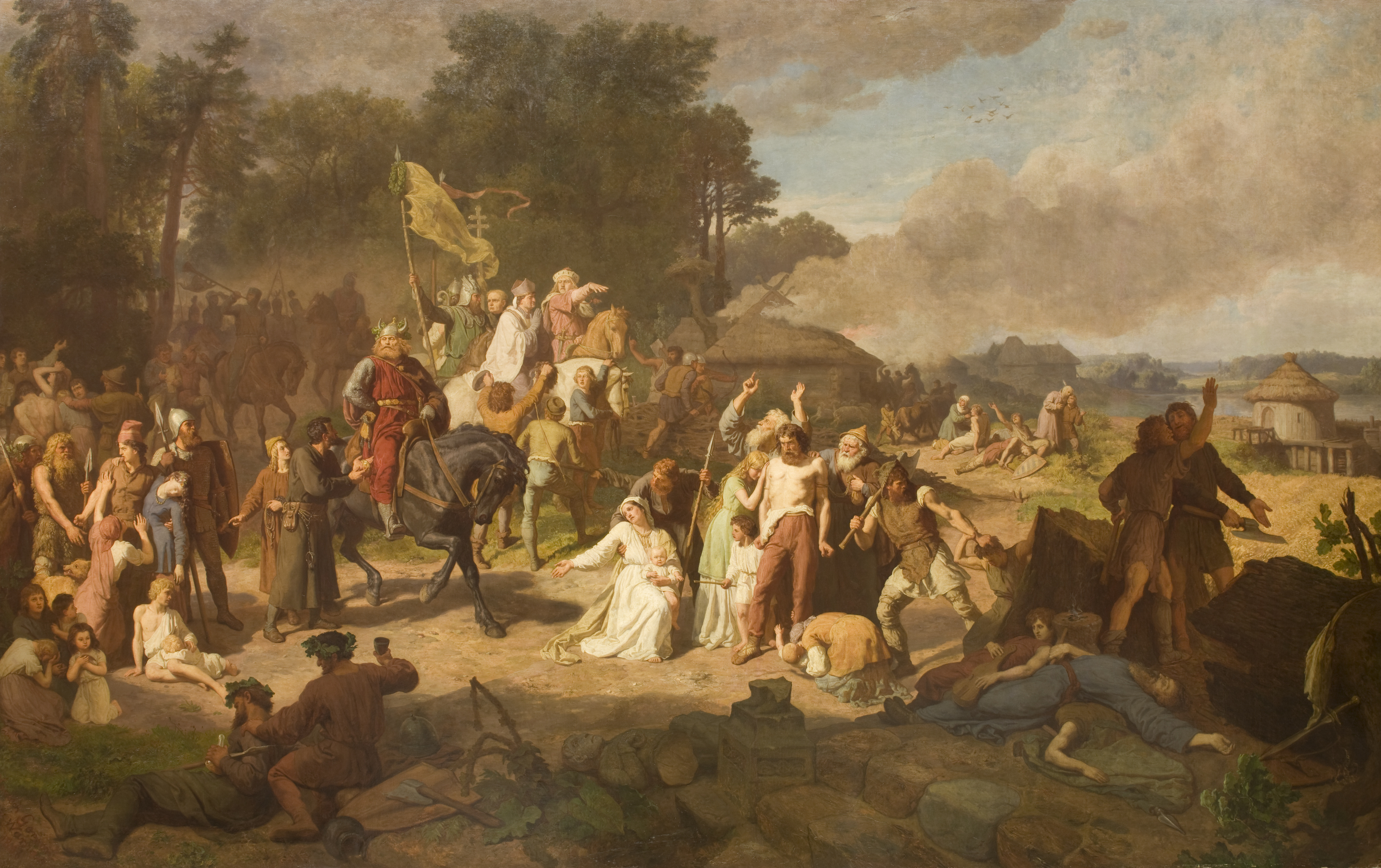
A captura dos vendos

Cruzada dos Vendos ou Cruzada Vêndica (em alemão: Wendenkreuzzug) foi uma campanha militar em 1147, uma das Cruzadas do Norte, liderada principalmente pelo Reino da Germânia dentro do Sacro Império Romano-Germânico e dirigida contra os eslavos polábios (ou "vendos"), que eram constituídos pelas tribos eslavas de obrotritas, ranes, lutícios, vagros e pomeranos que viviam a leste do rio Elba, no atual nordeste da Alemanha e Polônia.
As terras habitadas pelos vendos eram ricas em recursos, o que desempenhou um papel importante nas motivações daqueles que participaram da cruzada. O clima ameno da região do Báltico permitiu o cultivo da terra e a criação de gado. Os animais desta região também tinham pelos espessos, o que aumentava a dependência do comércio de peles. O acesso ao litoral também desenvolveu redes de pesca e comércio. 
No início do século XII, os arcebispados alemães de Bremen e Magdeburgo procuraram a conversão ao cristianismo dos pagãos eslavos ocidentais vizinhos por meios pacíficos. Durante a preparação da Segunda Cruzada à Terra Santa, uma bula papal foi emitida apoiando uma cruzada contra esses eslavos. O líder eslavo Niklot invadiu preventivamente Vágria em junho de 1147, levando à marcha dos cruzados no final daquele verão. Eles conseguiram um batismo forçado ostensivo de eslavos em Dobin, mas foram repelidos de Demmin. Outro exército cruzado marchou sobre a cidade já cristã de Szczecin (Stettin), onde os cruzados se dispersaram ao chegar (veja abaixo). 
O exército cristão, composto principalmente de saxões e dinamarqueses, forçou o pagamento de tributos aos eslavos pagãos e afirmou o controle alemão sobre Vágria e Polábia por meio da colonização, mas não conseguiu converter a maior parte da população imediatamente.

## Contexto
A dinastia otoniana apoiou a expansão para o leste do Sacro Império Romano-Germânico em direção às terras vendas (eslavas ocidentais) durante o século X. As campanhas do rei Henrique, o Passarinheiro, e do Imperador Otão, o Grande, levaram à introdução de burgos para proteger as conquistas alemãs nas terras dos sorábios. Os tenentes de Otão, os marquês Gero e Hermano Bilungo, avançaram para o leste e para o norte, respectivamente, para reivindicar tributos dos eslavos conquistados. Bispados foram estabelecidos em Meissen, Brandemburgo, Havelberg e Oldemburgo para administrar o território. A maioria das tribos vendas foram cristianizadas após as conquistas alemãs, mas em 983 elas retornaram ao paganismo quando uma grande rebelião eslava reverteu os ganhos alemães iniciais.
A ideia de uma cruzada contra os vendos teve origem na Carta de Magdeburgo, enviada originalmente por volta de 1107 a 1110, na qual um autor anônimo faz um apelo contra os vendos. A Carta de Magdeburgo defende que os vendos são pagãos e que qualquer luta contra eles é justificada e que a terra que eles habitam é "nossa Jerusalém". Na carta, nenhuma indulgência espiritual formal é oferecida além da salvação geral da alma, mas há ênfase na aquisição de terras. O autor diz: "esses gentios [pagãos] são os mais perversos, mas sua terra é a melhor, rica em carne, mel, milho e pássaros; e se fosse bem cultivada, ninguém poderia ser comparado a ela pela riqueza de seus produtos. Assim dizem aqueles que a conhecem. E assim, os mais renomados saxões, franceses, lorrainos e flamengos e conquistadores do mundo, esta é uma ocasião para vocês salvarem suas almas e, se desejarem, adquirirem a melhor terra para viver."
De 1140 a 1143, nobres holsacianos avançaram para Vágria para se estabelecerem permanentemente nas terras dos pagãos vagros. O conde Adolfo II de Holstein e Henrique de Badewide assumiram o controle dos assentamentos polabianos que mais tarde se tornariam Lübeck e Ratzeburg; Vicelin foi posteriormente instalado como bispo em Oldemburgo. Adolfo buscou a paz com o chefe da confederação Obodrita, Niklot, e encorajou a colonização alemã e a atividade missionária na Vágria.
A queda de Edessa na Síria em 1144 chocou a cristandade, fazendo com que o Papa Eugênio III e São Bernardo de Claraval pregassem uma Segunda Cruzada para reforçar o Ultramar. Enquanto muitos alemães do sul se ofereceram para uma cruzada no Oriente Médio, os saxões do norte da Alemanha estavam relutantes. Eles contaram a Bernardo sobre seu desejo de fazer campanha contra os eslavos em uma reunião do Reichstag em Frankfurt em 13 de março de 1147. Os vendos eram vistos como uma ameaça à cristandade, pois eram apóstatas, o que significa que a cruzada contra eles seria justificada. Aprovando o plano dos saxões, o Papa Eugênio III emitiu uma bula papal conhecida como Divina dispensatione em 11 de abril de 1147. Como parte da bula, Eugênio III cumpriu e validou uma promessa feita por Bernardo de que as mesmas indulgências seriam oferecidas àqueles que lutassem contra os vednos como aqueles que fossem lutar no Oriente Médio. Essas indulgências ofereciam um perdão completo dos pecados, o que significava que não haveria diferença entre as recompensas espirituais dos diferentes cruzados. Os que se voluntariaram para a cruzada contra os pagãos eslavos eram principalmente dinamarqueses, saxões e poloneses, embora também houvesse alguns boêmios. Ao pregar a cruzada, Bernardo temia que aqueles que participavam o fizessem apenas pelo possível ganho material. Num esforço para persuadir os cruzados a concentrarem-se na conversão espiritual, Bernardo disse: "Proibimos completamente que seja feita uma trégua por qualquer motivo com estas pessoas [vendos], seja por dinheiro ou tributo, até que, com a ajuda de Deus, a sua religião ou a sua nação sejam destruídas", o que foi uma condição acrescentada à bula papal. A monarquia alemã não participou da cruzada, que foi liderada por famílias saxônicas como os ascanianos, os Wettin e os Schauenburgers. 

## Guerra

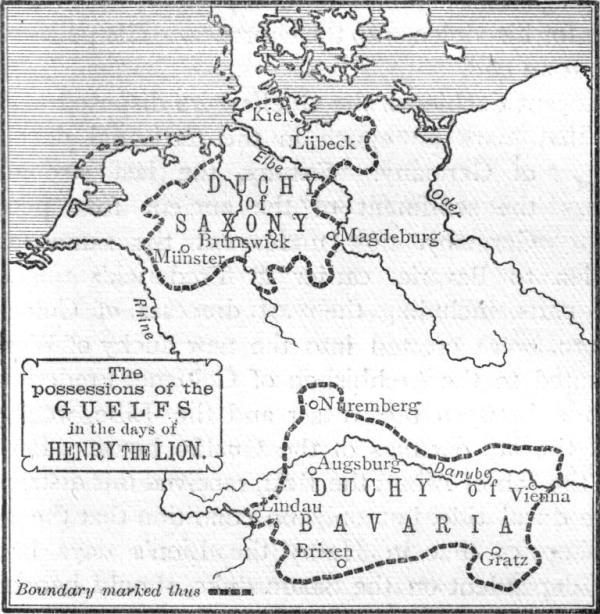
Ducados de Henrique, Saxônia e Baviera

Chateado com a participação de Adolfo na cruzada, Niklot invadiu preventivamente Vágria em junho de 1147 e, junto com os vagros, dizimou as aldeias flamengas e frísias recém-colonizadas, levando à marcha dos cruzados no final do verão de 1147. Ao atacar primeiro, Niklot deu mais justificativa para a Cruzada, pois legitimou os Wends como uma séria ameaça à cristandade. Depois de expulsar os obodritas de seu território, Adolfo assinou um tratado de paz com Niklot. Os cruzados cristãos restantes atacaram o forte obodrita de Dobin e o forte lutício de Demmin.
As forças que atacaram Dobin incluíam os dinamarqueses Canuto V e Sweyn III, o arcebispo Adalberto II de Bremen e o duque Henrique, o Leão da Saxônia. Evitando batalhas campais, Niklot defendeu habilmente o pântano de Dobin. Um exército de dinamarqueses foi derrotado pelos eslavos de Dobin, enquanto outro teve que defender a frota dinamarquesa dos aliados de Niklot, os rani de Rügen. Henrique e Adalberto mantiveram o cerco de Dobin após a retirada dos dinamarqueses. Quando alguns cruzados defendiam a devastação do campo, outros se opunham perguntando: "A terra que estamos devastando não é nossa terra, e o povo contra quem estamos lutando não é nosso povo?" 
O exército saxão dirigido contra Demmin foi liderado por vários bispos, incluindo os de Mainz, Halberstadt, Münster, Merseburg, Brandemburgo, Olmütz, e o bispo Anselmo de Havelberg. Embora seu objetivo declarado fosse alcançar a conversão dos pagãos, a maioria também buscava territórios adicionais e dízimos para suas dioceses; o abade Wibald de Corvey foi na esperança de adquirir a ilha de Rügen. A campanha de Demmin também incluiu os margraves seculares Conrado I e Alberto, o Urso, que esperavam expandir suas marchas. Um contingente real polonês queria aumentar o Bispado de Lebus . Marchando de Magdeburgo, Alberto, o Urso, recuperou Havelberg, perdida desde a rebelião eslava de 983. Os cruzados então destruíram um templo pagão e um castelo em Malchow. Após um cerco malsucedido a Demmin, um contingente de cruzados foi desviado pelos marquês para atacar a Pomerânia central. Eles chegaram à cidade já cristã de Szczecin, onde os cruzados se dispersaram após se encontrarem com o bispo Adalberto da Pomerânia e o duque Ratibor I da Pomerânia.

## Consequências
A Cruzada dos Vendos obteve resultados mistos. Enquanto os saxões afirmavam sua posse de Wagria e Polabia, Niklot manteve o controle das terras obodritas a leste de Lübeck. Os saxões também receberam tributos de Niklot, possibilitaram a colonização do Bispado de Havelberg e libertaram alguns prisioneiros dinamarqueses. Entretanto, os diferentes líderes cristãos, principalmente Canute e Sweyn, olhavam seus colegas com suspeita e acusavam uns aos outros de sabotar a campanha.
Segundo Bernardo de Claraval, o objetivo da cruzada era combater os pagãos eslavos "até o momento em que, com a ajuda de Deus, eles fossem convertidos ou eliminados". Entretanto, a cruzada não conseguiu converter a maioria dos vendos. Ao pregar a Cruzada, Bernardo pediu para não fazer trégua ou aceitar qualquer forma de tributo, mas os cruzados receberam tributo de Niklot, como mencionado, o que contribuiu para que Bernardo percebesse a cruzada como um fracasso. Os saxões conseguiram conversões em grande parte simbólicas em Dobin, uma vez que os eslavos retornaram às suas crenças pagãs quando os exércitos cristãos se dispersaram; Alberto da Pomerânia explicou: "Se eles tivessem vindo para fortalecer a fé cristã ... eles deveriam ter feito isso pregando, não pelas armas". Não havia nenhum clero estabelecido de vendos nem nenhuma literatura cristã traduzida para a língua dos vendos. Sem nenhuma instituição em vigor, a conversão forçada dos vendos não era sustentável. As únicas conversões bem-sucedidas foram alcançadas pelos dinamarqueses. Os dinamarqueses reconquistaram a ilha de Rügen em 1168 e conseguiram recristianizá-la através do estabelecimento de igrejas e permitindo que o príncipe Jaromit de Rügen permanecesse no poder depois de aceitar totalmente o cristianismo.
Dessa forma, a Cruzada pode ser vista como um sucesso em termos de aquisição bem-sucedida de terras eslavas, pois encorajou a colonização por colonos alemães. Também deu início a uma longa cruzada contra os vendos, que durou o resto do século XII. Na década de 1160, a maior parte dos vendos estava sob o controle dos saxões ou dos dinamarqueses. No entanto, em 1180, quando Henrique, o Leão, e o Imperador Frederico I Barbarossa tiveram um desentendimento, os dinamarqueses conseguiram afirmar o controlo político sobre a maioria da região.